# Институт востоковедения НАН РА
Институт востоковедения НАН РА (арм. ՀՀ ԳԱԱ արևելագիտության ինստիտուտ), ранее Институт востоковедения АН Армянской ССР (ՀԽՍՀ ԳԱ արևելագիտության ինստիտուտ), — научно-исследовательское учреждение в структуре Национальной академии наук Республики Армения, занимающееся изучением истории, экономики и культуры стран Ближнего и Среднего Востока.

## История
Организован в июле 1971 года на базе сектора востоковедения Институт истории АН Армянской ССР, существовавшего с 1958 года.
По состоянию на 1976 год в составе института были отделы тюркологии, арабистики, иранистики, курдоведения и Древнего Востока, в дополнение к чему институт занимался проблемами кавказоведения, византинистики, положения национальных меньшинств в странах Ближнего и Среднего Востока, истории армянских колоний в странах Востока и т. д.
В советский период институт востоковедения имел научные связи с Германией, Болгарией, Венгрией, Румынией, Чехословакией, а также с востоковедными центрами и учеными из Ирана, Ливана, Сирии, Ирака, Англии, США, Франции и других стран.
По состоянию на 2023 год в составе института были отделы Древнего Востока, Христианского Востока, арабских стран, Турции, Ирана, Восточной Азии и курдоведения.

## Директора
- 1971—1994: Гагик Хоренович Саркисян
- 1994—2006: Николай Оганесович Оганесян
- 2006—2020: Рубен Арамович Сафрастян
- 2020—н. в.: Роберт Петросович Казарян